# The Sunset Legion
Pour plus de détails, voir Fiche technique et Distribution.
The Sunset Legion est un film américain réalisé Lloyd Ingraham et Alfred L. Werker, sorti en 1928.

## Synopsis
Le héros, marchand d'armes ambulant le jour, se transforme la nuit en justicier. Il rétablit l'ordre dans la ville et séduit l'héroïne.

## Fiche technique
- Titre : The Sunset Legion
- Réalisation : Lloyd Ingraham et Alfred L. Werker
- Scénario : Frances Marion (sous le pseudonyme de Frank M. Clifton)
- Photographie : Mack Stengler
- Société de production : Paramount Famous Lasky Corporation
- Pays d'origine :  États-Unis
- Format : Noir et blanc — 35 mm — 1,33:1 — Muet
- Genre : Western
- Durée : 70 minutes

## Distribution
- Fred Thomson : Le justicier en noir / Le marchand d'armes
- Edna Murphy : Susan
- Harry Woods : Honest John
- William Courtright : Old Bill